# Rafael Quintero (skoczek do wody)
Rafael Quintero Diaz (ur. 24 lipca 1994 w Canóvanas) – portorykański skoczek do wody, olimpijczyk z Rio de Janeiro 2016 i  z Tokio 2020.

## Udział w zawodach międzynarodowych
| Impreza                       | Rok  | Miejsce        | Konkurencja                  | Wynik  | Wynik   |
| Impreza                       | Rok  | Miejsce        | Konkurencja                  | Punkty | Miejsce |
| ----------------------------- | ---- | -------------- | ---------------------------- | ------ | ------- |
| Igrzyska olimpijskie          | 2016 | Rio de Janeiro | wieża 10 m indywidualnie     | 485.35 | 7.      |
| Igrzyska olimpijskie          | 2020 | Tokio          | wieża 10 m indywidualnie     | 397.55 | 14.     |
| Mistrzostwa świata w pływaniu | 2015 | Kazań          | trampolina 1 m indywidualnie | 354.60 | 13.     |
| Mistrzostwa świata w pływaniu | 2015 | Kazań          | wieża 10 m indywidualnie     | 367.45 | 31.     |
| Mistrzostwa świata w pływaniu | 2017 | Budapeszt      | trampolina 1 m indywidualnie | 285.90 | 40.     |
| Mistrzostwa świata w pływaniu | 2017 | Budapeszt      | trampolina 3 m indywidualnie | 386.70 | 25.     |
| Mistrzostwa świata w pływaniu | 2019 | Gwangju        | trampolina 1 m indywidualnie | 360.80 | 11.     |
| Mistrzostwa świata w pływaniu | 2019 | Gwangju        | trampolina 3 m indywidualnie | 376.45 | 17.     |
| Mistrzostwa świata w pływaniu | 2019 | Gwangju        | wieża 10 m indywidualnie     | 382.30 | 15.     |
| Igrzyska panamerykańskie      | 2019 | Lima           | trampolina 1 m indywidualnie | 382.20 | 7.      |
| Igrzyska panamerykańskie      | 2019 | Lima           | trampolina 3 m indywidualnie | 440.10 | 4.      |
| Igrzyska panamerykańskie      | 2019 | Lima           | wieża 10 m indywidualnie     | 449.45 | 4.      |